# Флорин Гаспар
Флорин Гаспар (фр. Florine Gaspard; Вилц, 28. децембар 2001) — белгијска је пливачица, национална рекордерка и првакиња, учесница највећих светских и европских пливачких такмичења и олимпијка. Њена примарна дисциплина су спринтеске трке прсним и слободним стилом. 

## Спортска каријера
Флорин је одрасла у белгијском Бастоњу где је и почела да се бави такмичарским пливањем. На међународној пливачкој сцени је дебитовала у доби од 16 година, на Европском јуниорском првенству у Хелсинкију 2018, а већ наредне године је по први пут наступила и на Универзијади у Напуљу. У децембру 2019. по први је наступила на неком сениорском такмичењу пошто је учествовала на Европском првенству у малим базенима у Глазгову. 
Прве запаженије резултате постигла је током 2021. године, прво на Европском првенству у малим базенима у Казању, де је била 6. у трци на 50 прсно, а потом и на Светском првенству у малим базенима у Абу Дабију где је на 50 прсно заузела укупно 11. место. 
На националном првенству Белгије одржаном током априла 2022. у Антверпену, Гаспар је освојила три златне медаље у тркама на 50 и 100 прсо и 50 слободно.
Нешто касније исте године дебитовала је и на светским првенствима у великим базенима, пошто је на такмичењу одржаном у Будимпешти остварила пласмане на 17, односно 26. место у тркама на 50 и 100 прсно. Два месеца касније, на Европском првенству у Риму заузела је осмо место у финалу трке на 50 метара прсним стилом. Током те године преселила се у француски Марсељ где је наставила са пливачким усавршавањем у локалном клубу.
Учествовала је и на светском првенству у Фукуоки 2023. године. У децембру те године је успела да на пливачком митингу одржаном у Амијену у Француској исплива нови национални рекорд у трци на 50 метара слободним стилом, а уједно је то била и норма за наступ на Летњим олимпијским играма у Паризу наредне године.
На Олимпијади у Паризу Гаспар се такмичила у трци на 50 метара слободним стилом. Пливала је у осмој квалификационој групи, у стази 7, и са резултатом од 24.69 секунди заузела је укупно 14. место у конкуренцији 79 такмичарки, и на тај начин се пласирала у полуфинале. У полуфиналној трци која је пливана у вечерњем делу програма истог дана, испливала је време од 24.82 секунди, што је било довољно за 15. место.